# Touria (Ouj)
Pour les articles homonymes, voir Touria.
La rivière Touria (en ukrainien : Тур'я ; en slovaque : Turja ; en hongrois : Turia) est un cours d'eau d'Ukraine occidentale, qui appartient au bassin hydrographique de la Tisza.

## Géographie
La Touria arrose l'oblast de Transcarpatie. Elle naît dans le village de Touryï Remety par la confluence des rivières Chipot (Шіпот) et Svir (Звір). Ensuite, elle coule vers l'ouest et se jette dans l'Ouj à l'est de la ville de Peretchyn.